# Platygaster ilona
Platygaster ilona är en stekelart som beskrevs av Szabó 1976. Platygaster ilona ingår i släktet Platygaster och familjen gallmyggesteklar. Inga underarter finns listade i Catalogue of Life.